# Gertrud Woker
Gertrud Johanna Woker (Berna, 16 dicembre 1878 – Marin-Epagnier, 13 settembre 1968) è stata una biochimica, attivista e pacifista svizzera.
Membro della Women's International League for Peace and Freedom fin dalla sua fondazione nel 1915, condusse per tutta la vita una campagna a sostegno dei diritti delle donne, a favore della pace e contro l'uso dei gas velenosi e delle armi nucleari.

## Biografia
Gertrud Johanna Woker nacque a Berna il 16 dicembre 1878 da una famiglia di accademici ed ecclesiasticiː la madre era la figlia di un pastore e professore universitario; il padre, Philipp Woker, insegnava di teologia e storia all'Università di Berna.
Contro il parere dei genitori Gertrud Woker decise di intraprendere la carriera universitaria; nel 1898 ottenne la maturità come allieva esterna e dal 1898 al 1900 frequentò corsi per diventare maestra. Studiò di nascosto matematica con il fratello di un compagno di studi, e affrontò una malattia che la colpì in quegli anni, la clorosi, una forma di anemia.

### Formazione e carriera

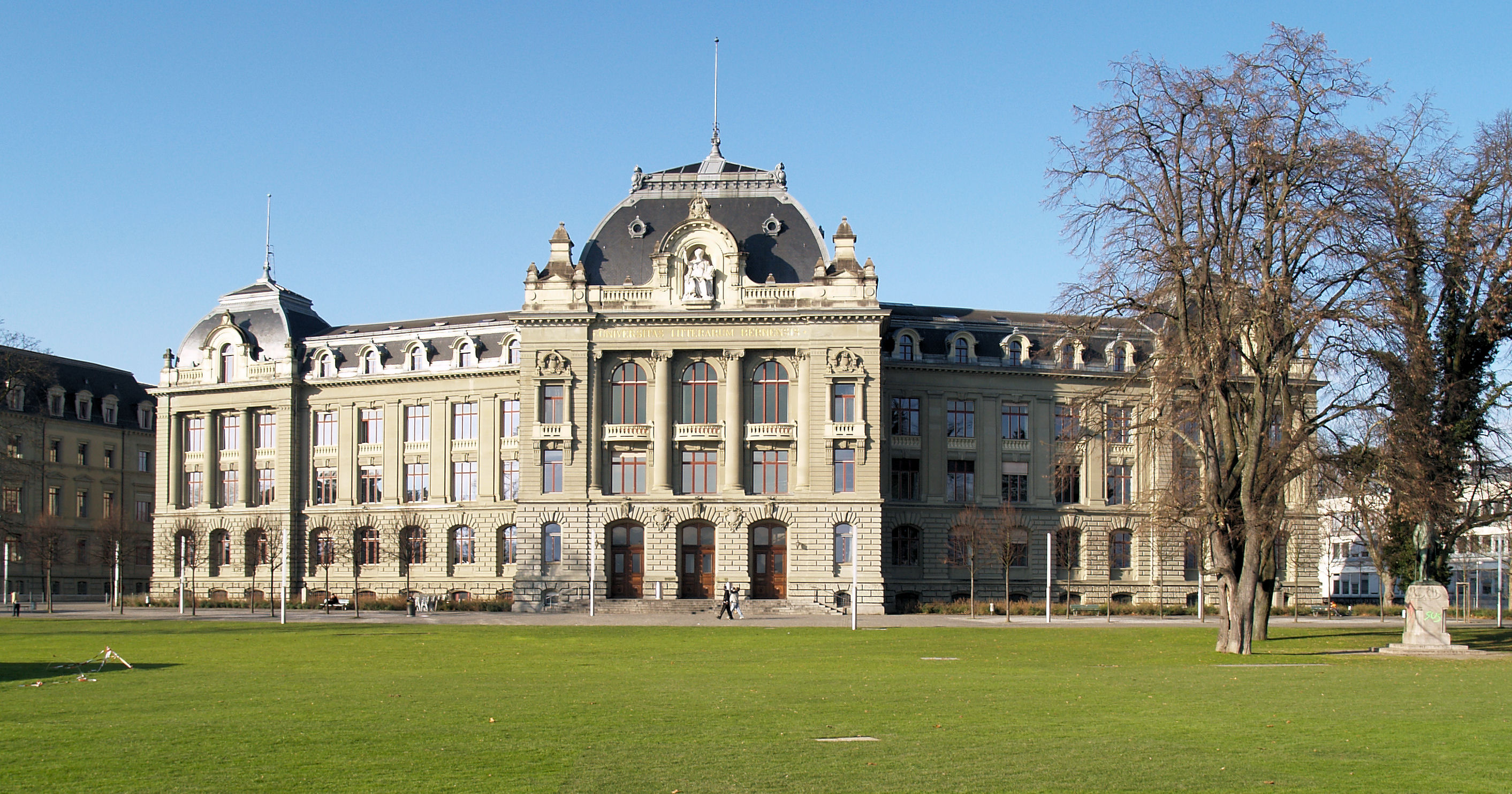
Università di Berna

Dal 1900 studiò chimica e biologia all'Università di Berna e nel 1903 fu la prima donna svizzera a conseguire un dottorato di ricerca in queste materie; la sua tesi di chimica organica, sotto la direzione di Stanislaus von Konstanecki, ebbe come oggetto la sintesi del 3,4-diossiflavone.
Il diploma ottenuto le permise di insegnare nelle scuole superiori, ma nel 1903, volendo approfondire la sua formazione, scelse di studiare fisica e chimica all'Università di Berlino in qualità di ospite, essendo vietata fino al 1908 l'iscrizione alle donne nelle università prussiane. Seguì corsi di chimica con Jacobus Henricus van't Hoff (1852-1911), e biochimica e farmacia con Hermann Thoms (1859-1931).
Tornata a Berna nel 1905, lavorò nel laboratorio di Konstanecki e sintetizzò alfa-naftoflavanolo, flavanone e flavoni. Successivamente svolse ricerche fisico-chimiche presso la Clinica medica di Berna. Per ottenere l'abilitazione all'insegnamento universitario si laureò nel 1907 alla Facoltà di Filosofia con la tesi Problema der katalytischen Forschnng (Problemi della ricerca catalitica), un campo di interesse che avrebbe seguito per tutta la vita. Le fu presto promessa una cattedra a contratto che l'avrebbe resa la prima donna in Svizzera con quel titolo. Tuttavia, presto scoppiò la prima guerra mondiale e il governo le comunicò che a causa delle difficoltà finanziarie non poteva assegnarle quell'incarico.
Dal 1911 diresse il laboratorio di biologia fisico-chimica dell'Università di Berna, dove, con i suoi collaboratori condusse studi su perossidasi e catalisi, metodi di rilevazione di prodotti naturali ed in particolare reazioni cromatiche sugli steroli. Tra il 1910 e il 1931 scrisse quattro volumi sulla catalisi dal titolo Die Katalyse: Die Rolle der Katalyse in der Analytischen Chemie. Nel 1916 L'Università presso cui lavorava le negò nuovamente - questa volta a parità di voti - il titolo di docente, che le sarebbe stato riconosciuto solo nel 1933, all'età di 55 anni.

### Attivismo pacifista
Gertrud Woker fu fra le fondatrici della Women's International League for Peace and Freedom (Lega internazionale delle donne per la pace e per la libertà), un'organizzazione pacifista e femminista nata nel 1915 contro la guerra, per sostenere gli ideali pacifisti e di cooperazione internazionale. 

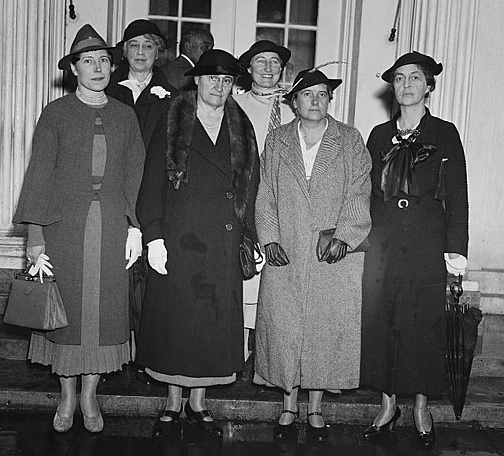
Delegazione de WILPF alla Casa Bianca per discutere di questioni di pace con il presidente Roosevelt (1936)

Nel 1924 si recò negli Stati Uniti con altre donne della Women's League, percorrendo le diverse regioni e il Canada a bordo di un vagone ferroviario noleggiato. Fece tappa nelle città per tenere conferenze contro la guerra e per sostenere l'uguaglianza delle donne, suscitando le proteste della chiesa, dell'industria bellica e di diversi colleghi scienziati.
Nello stesso anno, con la collega svedese Naima Sahlbom partecipò alla conferenza dell’American Chemical Society a Washington ed ebbe occasione di visitare un arsenale chimico e di assistere ai terribili effetti dei diversi usi dei gas velenosi combinati con il fosforo bianco che due aerei sparsero al suolo per un esperimento.
Nel novembre 1924, al IV Congresso internazionale del Women’s International League for Peace and Freedom svoltosi a Washington, venne annunciata la costituzione del Comitato contro la guerra scientifica, le cui promotrici furono Gertrud Woker e Naima Sahlbom.
Per conto del Comitato la scienziata svizzera pubblicò diversi opuscoli - fra cui A Hell of Poison and Fire, con un disegno dell'artista tedesca Käthe Kollwitz - che conobbero una larga diffusione in molti paesi di lingua inglese, tedesca e francese. In questi scritti prese posizione contro la produzione e l'uso in guerra dei gas velenosi, in particolare l'iprite, descrivendone gli effetti sugli esseri umani.
Nel 1932 Woker pubblicò una raccolta di scritti apparsi in precedenza, Der kommende Gift- und Brandkrieg und seine Auswirkungen gegenüber der Zivilbevölkerung (La prossima guerra chimica e i suoi effetti sulla popolazione civile), in cui oltre a descrivere dal punto di vista scientifico gli effetti nefasti dei gas velenosi, affrontò temi come "l'antimilitarismo, l'etica scientifica e la critica alle lobbying." Nel 1933 quest'opera venne pubblicamente messa al rogo dal regime nazista.
Anche dopo il 1945 continuò la sua campagna contro il pericolo di guerre nucleari e per il disarmo.

### Ultimi anni
Nel 1951 si ritirò dall'insegnamento per raggiunti limiti di età e alcuni anni dopo scrisse un'opera in due volumi sulla chimica degli alcaloidi, Die Chemie der natürlichen Alkaloide.
Morì il 13 settembre 1968.

## Opere
- Synthese des 3,4 Dioxyflavons [Tesi di laurea], Berna, 1903
- Probleme der katalytischen Forschung, 1907
- Die Katalyse. Die Rolle der Katalyse in der analytischen Chemie, 4 volumi, 1910–1931, Stuttgart
- Über Giftgase (Intervento presentato al Congresso dell'I.F.F.F. a Washington), 1924
- Wissenschaft und wissenschaftlicher Krieg. Zürich, Schweizerische Zentralstelle für Friedensarbeit, [1925]
- Der kommende Giftgaskrieg. Stuttgart, Glaser u. Sulz, 1925
- Der Gaskrieg. In: Das Tage-Buch 9. Jg. 1928, Heft 26 vom 30. Juni 1928, S. 1075–1081
- Der kommende Gift- und Brandkrieg und seine Auswirkungen gegenüber der Zivilbevölkerung, Leipzig: Ernst Oldenburg Verlag, 1932
- Bericht über biologischen Krieg. (11º Congresso WILPF,  Kopenhagen, 15–19 August 1949), Genf, 1949
- Die Chemie der natürlichen Alkaloide, Stuttgart, Enke, Stuttgart, 1956
- Atomic Energy and alternative sources of power. Genf, WILPF, 1957
- Atomaufrüstung auch in der Schweiz? Zürich, Pazifistische Bücherstube, 1958
- Kampfgaspropaganda am laufenden Band. In: Neue Wege 55/1961, pp. 96–98
- Wie steht es mit der Achtung vor dem menschlichen Leben? 1963, in: Neue Wege 56/1962, pp. 8–11